# Mens (Isère)
Mens is een gemeente in het Franse departement Isère (regio Auvergne-Rhône-Alpes). Men telde op 1 januari 2022 1.431 inwoners. 

## Geografie
De oppervlakte van Mens bedroeg op 1 januari 2022 28,29 vierkante kilometer; de bevolkingsdichtheid was toen 50,6 inwoners per km².

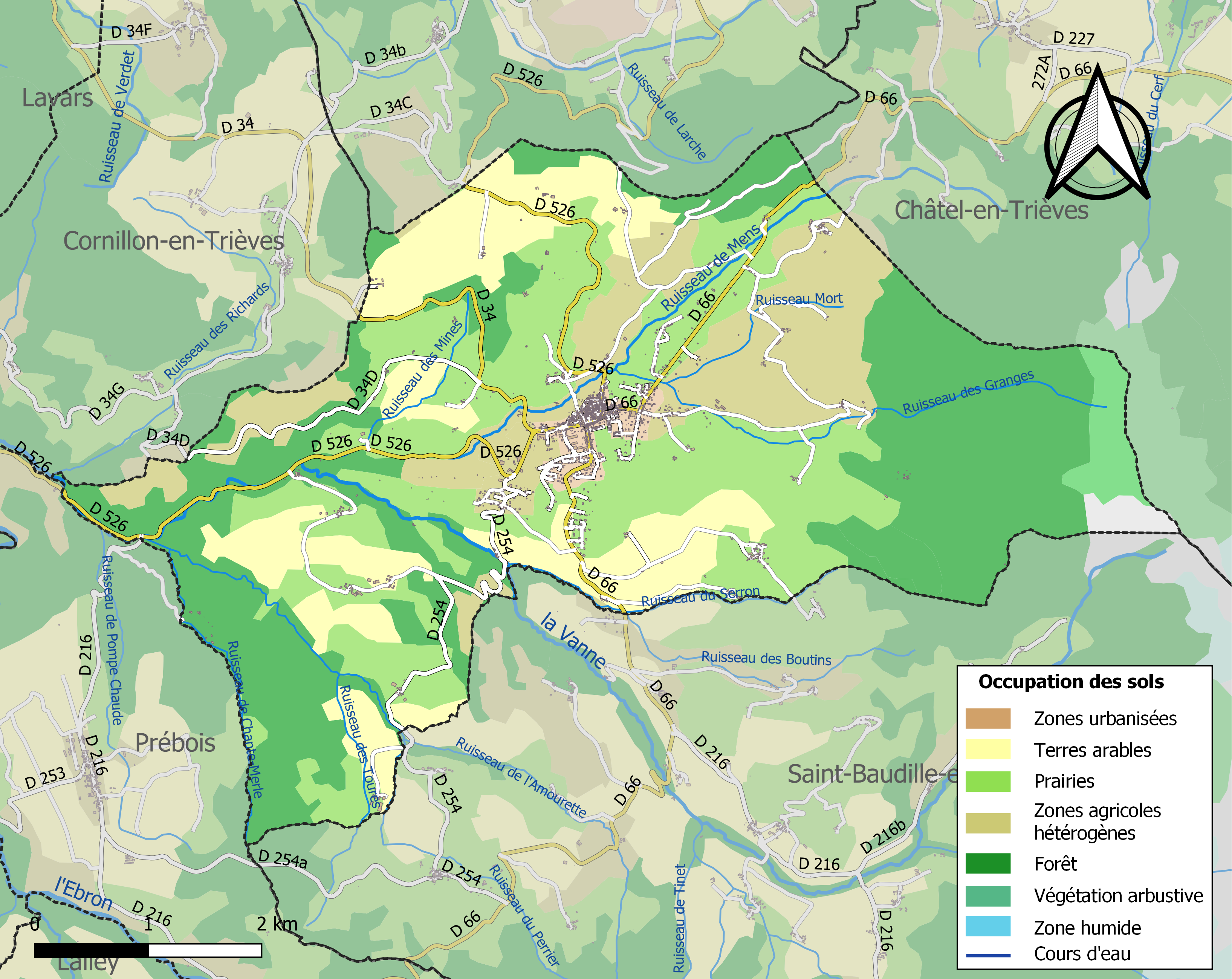
Kaart van de gemeente met de belangrijkste infrastructuur, bodemgebruik en omliggende gemeenten

## Demografie
Onderstaande figuur toont het verloop van het inwonertal (bron: INSEE-tellingen).

## Afbeeldingen

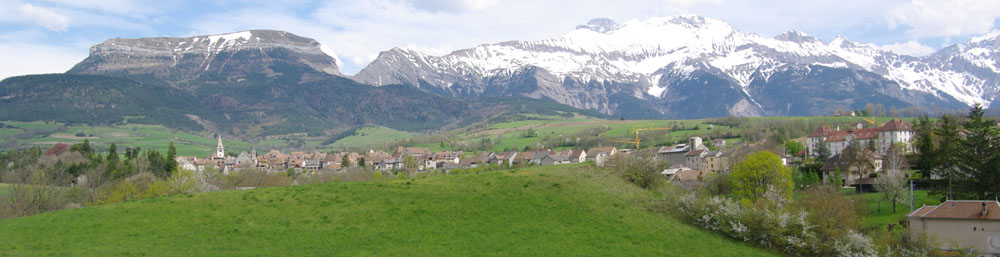
Gezicht op Mens
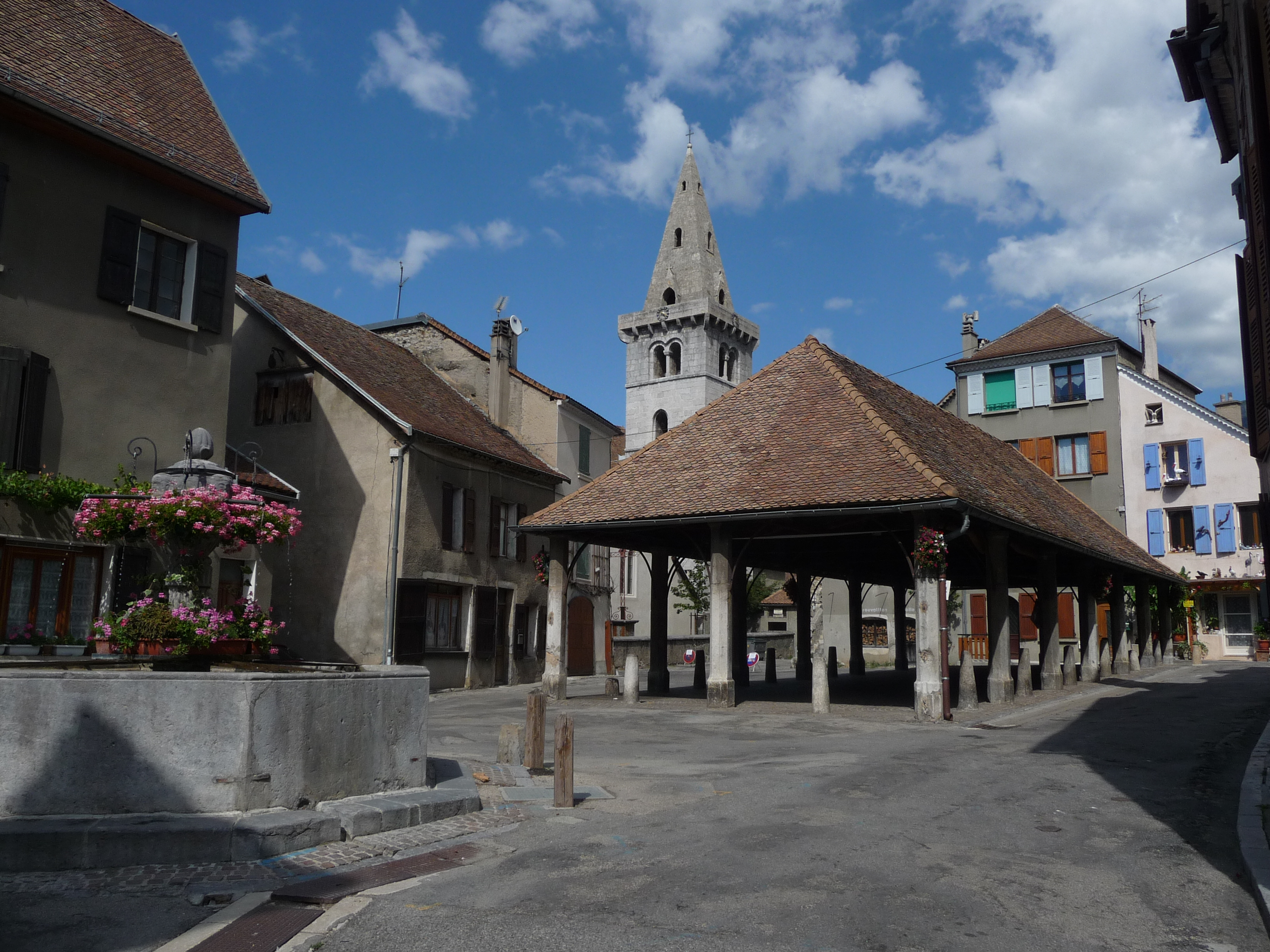
Markthal
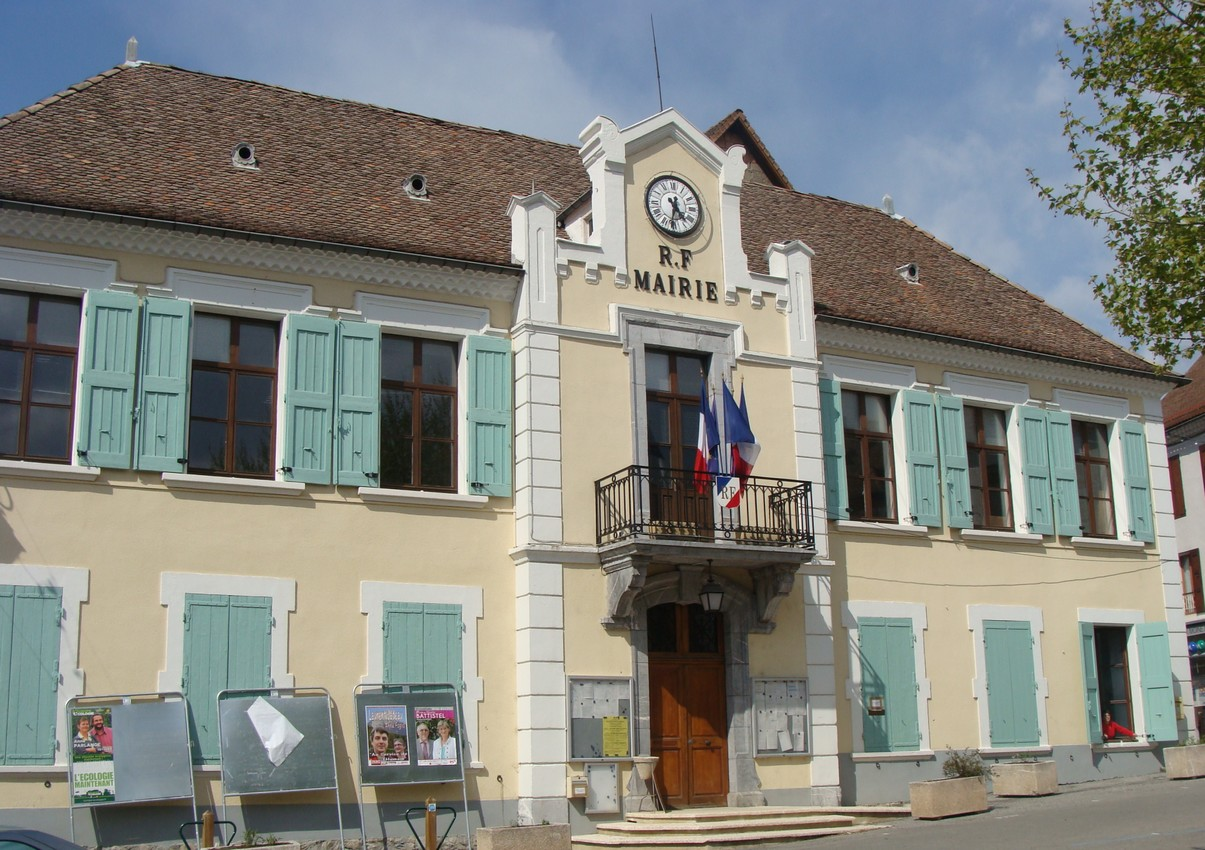
Gemeentehuis
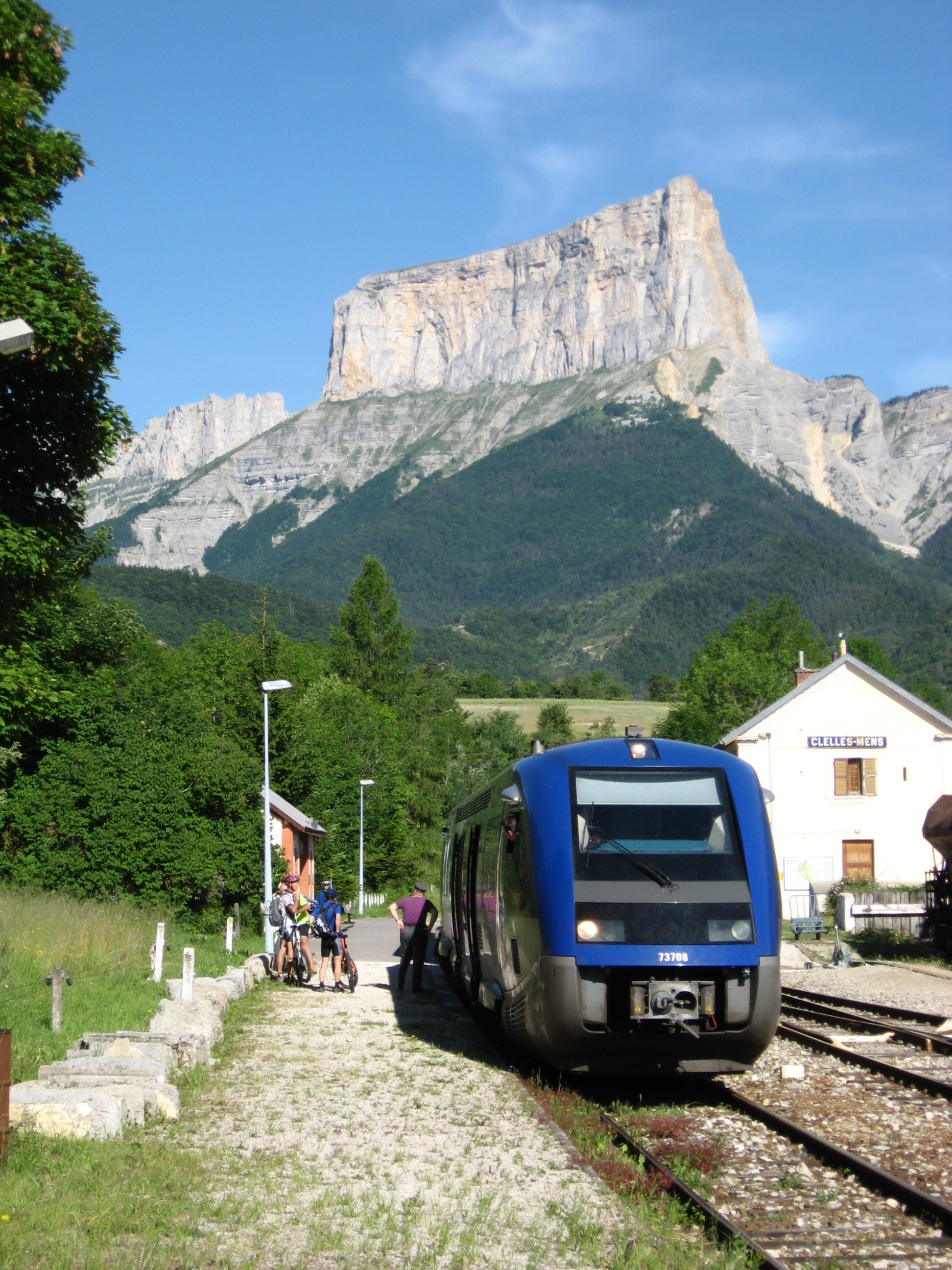
Station Clelles-Mens